# Richard Fitz Gilbert de Clare
Richard Fitz Gilbert de Clare (muerto 15 de abril de 1136) III señor de Clare, era un noble anglonormando. Un Lord de la marca en Gales, fue también el fundador de Priorato de Tonbridge en Kent.

## Vida
Richard era el hijo mayor de Gilbert Fitz Richard de Clare y Adeliza de Claremont. A la muerte de su padre,  heredó sus tierras en Inglaterra y Gales. 
Se dice generalmente que fue creado conde de Hertford bien por Enrique I o por Esteban, pero ninguna referencia contemporánea, incluyendo el registro de su muerte, utiliza ese título. Por ello no está acreditada su como conde, a pesar de que su estado y la riqueza le convertían en un gran magnate en Inglaterra. 
Directamente tras la muerte de Enrique I, las hostilidades aumentaron significativamente en Gales y estalló una rebelión. Robert era un decidido partidario de Esteban y en los primeros dos años de su reinado Robert atestiguó un total de veintinueve de las cartas de aquel rey. Estuvo al lado de Esteban cuando formalizó su tratado con David I de Escocia y fue mayordomo real en la gran corte de Pascua de Esteban en 1136. Estaba también con Stephen en el asedio de Exeter de ese verano y asistió al rey en su regreso de Normandía. En ese punto, Richard aparentemente reclamó más tierras en Gales, lo que Esteban no estaba dispuesto a concederle.
En 1136, Richard había pasado fuera de su señorío la primera parte del año. Regresó a las fronteras de Gales vía Hereford en compañía de Brian Fitz Count, pero al separarse, Richard ignoró los avisos de peligro y se dirigió hacia Ceredigion con solo una fuerza pequeña. No había avanzado demasiado cuando el 15 de abril fue emboscado y muerto por los hombres de Gwent bajo Iorwerth ab Owain y su hermano Morgan, nietos de Caradog ap Gruffydd, en un tramo boscoso llamó "el mal camino de Coed Grano", cerca de Llanthony Abbey, al norte de Abergavenny.  Hoy el sitio está marcado por la 'garreg dial' (la piedra de venganza). Fue enterrado en Tonbridge Priory, el cual fundó.

## Consecuencias
Las noticias de la muerte de Richard indujeron a Owain Gwynedd, hijo de Gruffudd ap Cynan, rey de Gwynedd a invadir su señorío. En alianza con Gruffydd ap Rhys de Deheubarth, obtuvo una victoria aplastante sobre los Normandos en la Batalla de Crug Mawr, justo a las afueras de Cárdigan. La ciudad de Cárdigan fue tomada y quemada, y la viuda de Richard, Alice, se refugió en Castillo de Cárdigan, que fue exitosamente defendido por Robert fitz Martin. Fue rescatada por Milles de Gloucester, que dirigió una expedición para trasladarla de manera segura a Inglaterra.

## Familia
Richard se casó con Alice, hermana de Ranulf de Gernon, IV conde de Chester, con la que tuvo: 
- Gilbert FitzRichard de Clare, d. 1153 (sin descendencia), I conde de Hertford.[8]
- Roger de Clare, II conde de Hertford.
- Alice de Clare (Adelize de Tonbridge), m. (1) aproximadamente 1133, Sir William de Percy, Lord de Topcliffe, hijo de Alan de Percy y Emma de Gant; (2) Cadwaladr ap Gruffydd, hermano de Owain Gwynedd
- Robert Fitz Richard de Clare, quizás muerto en la niñez
- Rohese de Clare, m. Gilbert de Gant, Conde de Lincoln.[9]